# BMX-Rennsport-Weltmeisterschaften/Zeitfahren der Frauen
Das Zeitfahren der Frauen war ein Wettbewerb bei den BMX-Rennsport-Weltmeisterschaften. Es wurde mit 20-Zoll-Rädern ausgetragen.
Das Zeitfahren war erstmals 2010 bei den Weltmeisterschaften eingeführt worden, allerdings noch nicht als eigenständiger Wettkampf, sondern als Qualifikation für den Hauptwettbewerb, das BMX-Rennen, um dessen Länge zu verkürzen. Ab 2011 kamen die besten 16 Fahrerinnen dieser Qualifikation in ein so genanntes Superfinale, in der eine Zeitfahr-Weltmeisterin ermittelt wurde; diese erhielt eine spezielle Version des Regenbogentrikots. Ab 2013 gab es stärkere Zugangsbeschränkungen zur WM. Das Zeitfahren diente nun zur Ermittlung der Setzliste für das BMX-Rennen und als Qualifikation zum Zeitfahr-Superfinale. Nach 2016 wurde das Zeitfahren gänzlich abgeschafft.

## Palmarès
| Jahr | Austragungsort | Gold              | Silber            | Bronze            |
| ---- | -------------- | ----------------- | ----------------- | ----------------- |
| 2011 | Kopenhagen     | Shanaze Reade     | Caroline Buchanan | Mariana Pajón     |
| 2012 | Birmingham     | Caroline Buchanan | Shanaze Reade     | Eva Ailloud       |
| 2013 | Auckland       | Mariana Pajón     | Alise Post        | Caroline Buchanan |
| 2014 | Rotterdam      | Laura Smulders    | Caroline Buchanan | Mariana Pajón     |
| 2015 | Heusden-Zolder | Mariana Pajón     | Alise Post        | Sarah Walker      |
| 2016 | Medellín       | Caroline Buchanan | Laura Smulders    | Mariana Pajón     |

## Medaillenspiegel
| Platz  | Land               | Gold | Silber | Bronze | Gesamt |
| ------ | ------------------ | ---- | ------ | ------ | ------ |
| 1      | Australien         | 2    | 2      | 1      | 5      |
| 2      | Kolumbien          | 2    | 0      | 3      | 5      |
| 3      | Großbritannien     | 1    | 1      | 0      | 2      |
| 3      | Niederlande        | 1    | 1      | 0      | 2      |
| 5      | Vereinigte Staaten | 0    | 2      | 0      | 2      |
| 6      | Frankreich         | 0    | 0      | 1      | 1      |
| 6      | Neuseeland         | 0    | 0      | 1      | 1      |
| Gesamt | Gesamt             | 6    | 6      | 6      | 18     |